# Andrejs Bondarenko
Andrejs Bondarenko (Mariupol', 22 ottobre 1963 – agosto 2002) è stato un cestista lettone, fino al 1991 sovietico.

## Carriera
Con la Lettonia ha disputato due edizioni dei Campionati europei (1993, 1997).